# Рунін Борис Михайлович
Борис Михайлович Рунін (справжнє ім'я Борис Мойсейович Рубінштейн; (2 вересня 1912 або 1912 , Горожанка, Тернопільська область  — 8 червня 1994 )) — радянський літературний критик, публіцист. Учасник радянсько-німецької війни.

## Біографія
Народився 1912 року в сім'ї Мойсея Євелевича Рубінштейна (1880—1954), уродженця Єлеця, та Рейзи Ельйівни Рубінштейн (до шлюбу Язвіної, 1886—1952), родом з Єфремова. Батьки в 1951 році були вислані на заслання, де померли.
У 1940 році закінчив Літературний інститут ім. Горького. Друкувався з 1939 року. У 1941 році, під час німецько-радянської війни, добровольцем вступив у ополчення. Був бійцем Письменницької роти. З грудня 1941 — співробітник об'єднаної редакції ілюстрованих видань Політичного управління Червоної армії (ПУРККА), з червня 1942 — різних фронтових газет.

## Сім'я
- Дружина — Ганна Дмитрівна Мельман (літературний псевдонім Анна Дмитрієва, 1916—1984), журналістка, військова кореспондентка, перекладачка художньої прози.
- Сестра — Генрієтта Михайлівна Рубінштейн (1911—1987), до шлюбу Венева, інженерка Авіагідробуду, одружена з кінооператором і винахідником Андрієм Григоровичем Болтянським (1911—1985); з 1935 року з Сергієм Сєдовим (син Лева Троцького); племінниця (дочка сестри і С. Л. Сєдова) — Юлія Сергіївна Рубінштейн (згодом Шестопалова, в шлюбі Аксельрод; нар. 1936), після арешту і засудження матері (1937) виховувалася бабусею і дідусем, з якими перебувала на засланні.

## Літературні публікації
- Рунин Б. М. «Подвиг поэта» о М. Джалиле, 1955.
- Рунин Б. М. «В защиту лирической индивидуальности» о Л. Мартынове, 1956.
- Рунин Б. М. «Уроки одной поэтической биографии» о Е. Евтушенко, 1963.
- Рунин Б. М. «Власть слова» о А. Тарковском, 1967
- Рунин Б. М. «Личность и творчество» в кн. «Художник и наука» (в соавторстве с Б. Агаповым и Д. Даниным) 1966
- Борис Рунин Записки случайно уцелевшего. Изд. Возвращение, 2010. — 320 с. ISBN 978-5-7157-0238-8

## Про нього
- Рунін Борис Михайлович

## Примітка
1. ↑  Bibliothèque nationale de France BNF: платформа відкритих даних — 2011.
2. ↑  Син шкловського купця Євеля Мовшевича (Якова Мойсейовича) Рубінштейна (1860—1935), керуючого Веньовської гуральні Черносвітова, і його дружини Двойри Борухівни (Віри Борисівни)
3. ↑  Протокол допроса Р. Е. Рубинштейн